# Chester Thompson (organist)
Chester Thompson is een Amerikaanse organist en keyboard-speler, die speelde bij Tower of Power en Santana.
Thompson begon piano te spelen toen hij vijf jaar oud was. Hij kreeg lessen en speelde in de kerk. Toen hij zestien was stapte hij over op het hammondorgel. Hij toerde als professioneel muzikant in Oklahoma en speelde tot 1969 in het trio van Rudy Johnson. Hij werkte in en rond zijn woonplaats San Francisco, werd keyboard-speler van Jules Broussard en begon later een eigen groep, waarmee hij opnam voor Black Jazz Records. In 1973 werd hij lid van de band Tower of Power, waarin hij tien jaar lang speelde en waarvoor hij ook instrumentale nummers schreef. Van 1983 tot 2009 was hij de organist van Santana. Met Carlos Santana schreef hij composities voor de albums Blues for Salvador en Spirits Dancing in the Flesh. Verder speelde hij onder meer met Wayne Shorter en Earth, Wind & Fire.

## Discografie
- Powerhouse, Black Jazz Records, 1971